# Бойко, Николай Трифонович
Николай Трофимович Бойко (укр. Микола Трифонович Бойко; 11 сентября 1935—2001, Сморжов, Львовская область) — председатель колхоза «Прогресс» Радеховского района Львовской области, Украинская ССР. Герой Социалистического Труда (1986).

## Биография
Трудовую деятельность начал механиком Цуманской МТС Волынской области. Потом работал бригадиром полеводческой бригады колхоза «Ленинский путь» Владимир-Волынского района. Избирался секретарём партийной организации колхоза имени Калинина Владимир-Волынского района. Окончил сельскохозяйственный институт по специальности «агроном». До 1970 года — главный агроном, председатель колхоза «Новая жизнь» в селе Стремильче Радеховского района Львовской области. С 1970 года — председатель колхоза «Прогресс» в селе Сморжов Радеховского района
В 1987 по итогам Одиннадцатой пятилетки вывел колхоз в передовые сельскохозяйственные предприятия Львовской области. Указом Президиума Верховного Совета СССР от 7 июля 1986 года «за выдающиеся производственные достижения, проявленный трудовой героизм в выполнении планов одиннадцатой пятилетки и социалистических обязательств по увеличению производства высококачественной продукции животноводства» удостоен звания Героя Социалистического Труда с вручением ордена Ленина и золотой медали «Серп и Молот».
После выхода на пенсию проживал в селе Сморжов Радеховского района.

## Награды
- Герой Социалистического Труда
- Орден Ленина — дважды
- Орден Трудового Красного Знамени
- Заслуженный работник сельского хозяйства Украинской ССР